# Viljormur Davidsen
Viljormur í Heiðunum Davidsen (* 19. července 1991) je faerský fotbalový obránce a reprezentant, od roku 2013 hráč dánského klubu Vejle BK.

## Klubová kariéra
- Odense BK (mládež)[1]
- Odense BK 2010–2012
- →  FC Fyn (hostování) 2010–2012[1]
- NSÍ Runavík 2012
- FK Jerv 2012–2013[1]
- FC Fredericia 2013[1]
- Vejle BK 2013–[1]

## Reprezentační kariéra
Nastupoval za faerské mládežnické fotbalové reprezentace U17, U19 a U21.
V A-mužstvu Faerských ostrovů debutoval 21. 2. 2013 v přátelském utkání v Bangkoku proti reprezentaci Thajska (prohra 0:2).